# Sammensværgelsesbrevet
Sammensværgelsesbrevet var et dokument fra 21. december 1522, hvormed  ni jyske rigsråder, både gejstlige og adelige, gjorde oprør mod Christian 2. Det var både  i protest mod de store skatteudskrivninger i forbindelse med hans krige, og hans letsindige politik i almindelighed.
I 1521 havde Lübeck erklæret Danmark krig, og året efter udbrød et oprør mod Christian Tyran i Sverige, som han blev kaldt efter Det Stockholmske Blodbad. 
I Sammensværgelsesbrevet erklærede de, at de var trådt i forbindelse med Hertug Frederik af Gottorp for i overensstemmelse med håndfæstningen at afværge den ulykke, som Christian med sit regimente havde bragt over landet. Der blev indkaldt til et jysk stændermøde i Århus, men fem dage inden det skulle finde sted, opsagde de sammensvorne på Viborg Landsting kongen huld og troskab og opfordrede alle jyder over 18 år til at følge dem.
Den tidligere så beslutsomme konge tabte modet. Det fortælles, at han tyve gange lod sig ro frem og tilbage over Lillebælt, inden han opgav forsøget på at samle tropper mod de jyske oprørere. Den 13. april 1523 flygtede kongen, dronningen og deres tre børn til Nederlandene, hvor de levede otte år i landflygtighed. Samme år tilbød den danske adel og gejstlighed tronen til Christians farbror, hertug Frederik af Gottorp (Frederik 1.), der i en alder af 52 år kunne tage tronen i besiddelse.